# Nuits-Saint-Georges
 Nuits-Saint-Georges  es una población y comuna francesa, en la región de Borgoña, departamento de Côte-d'Or, en el distrito de Beaune. Es el chef-lieu y mayor población del cantón de Nuits-Saint-Georges.

## Demografía
| 4059 | 4386 | 5063 | 5459 | 5569 | 5573 |
| Para los censos de 1962 a 1999 la población legal corresponde a la población sin duplicidades (Fuente: INSEE [Consultar]) |      |      |      |      |      |

## Personajes
Nuits-Saint-Georges es la ciudad natal del astrónomo François Félix Tisserand.